# 卡赫里拉湖
卡赫里拉湖是愛沙尼亞的湖泊，由沃魯縣負責管轄，長2.4公里、寬0.27公里，面積0.35平方公里，海拔高度98.3米，平均水深5.3米，最大水深16.4米，該湖有24種水生植物。

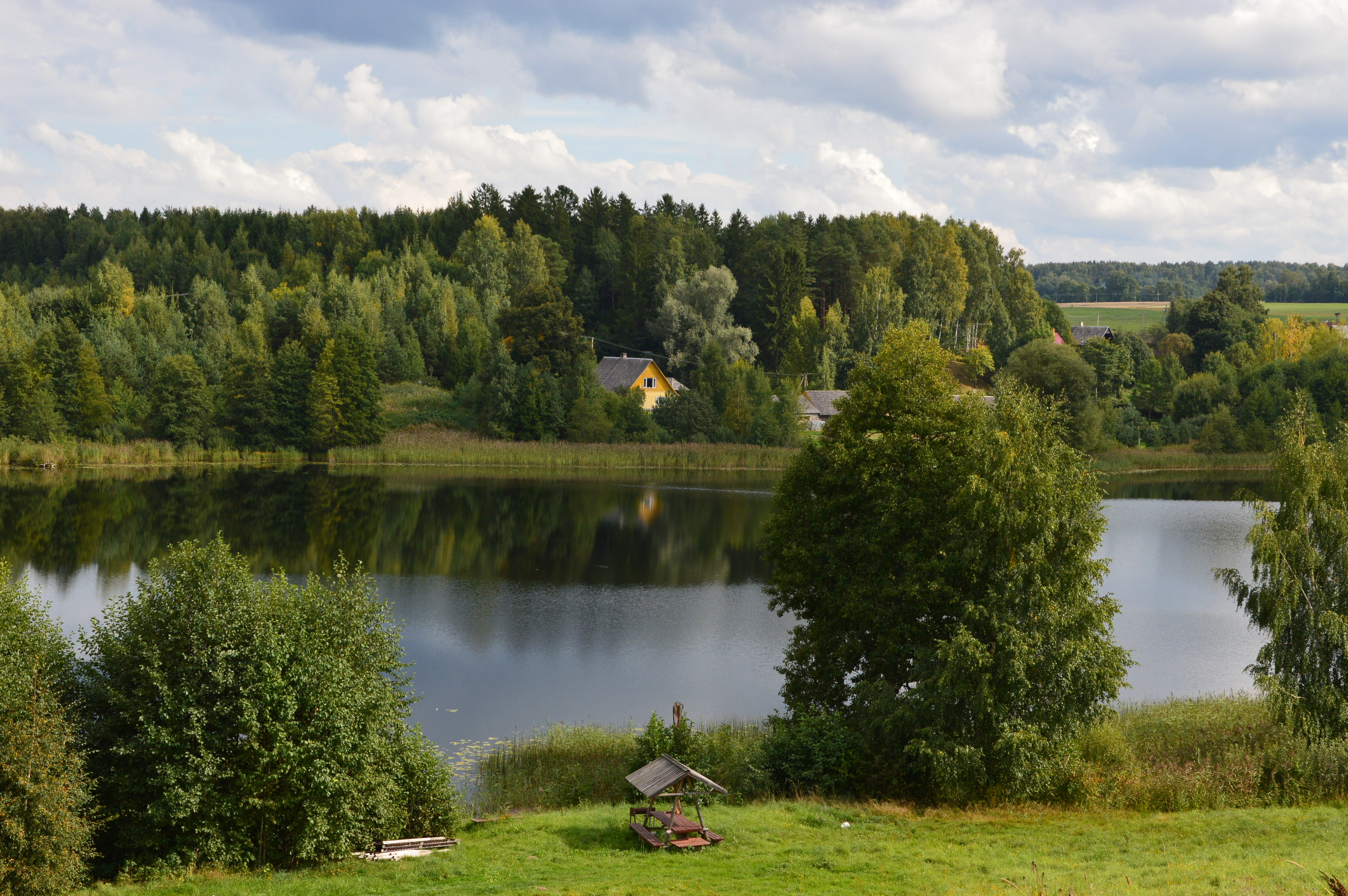
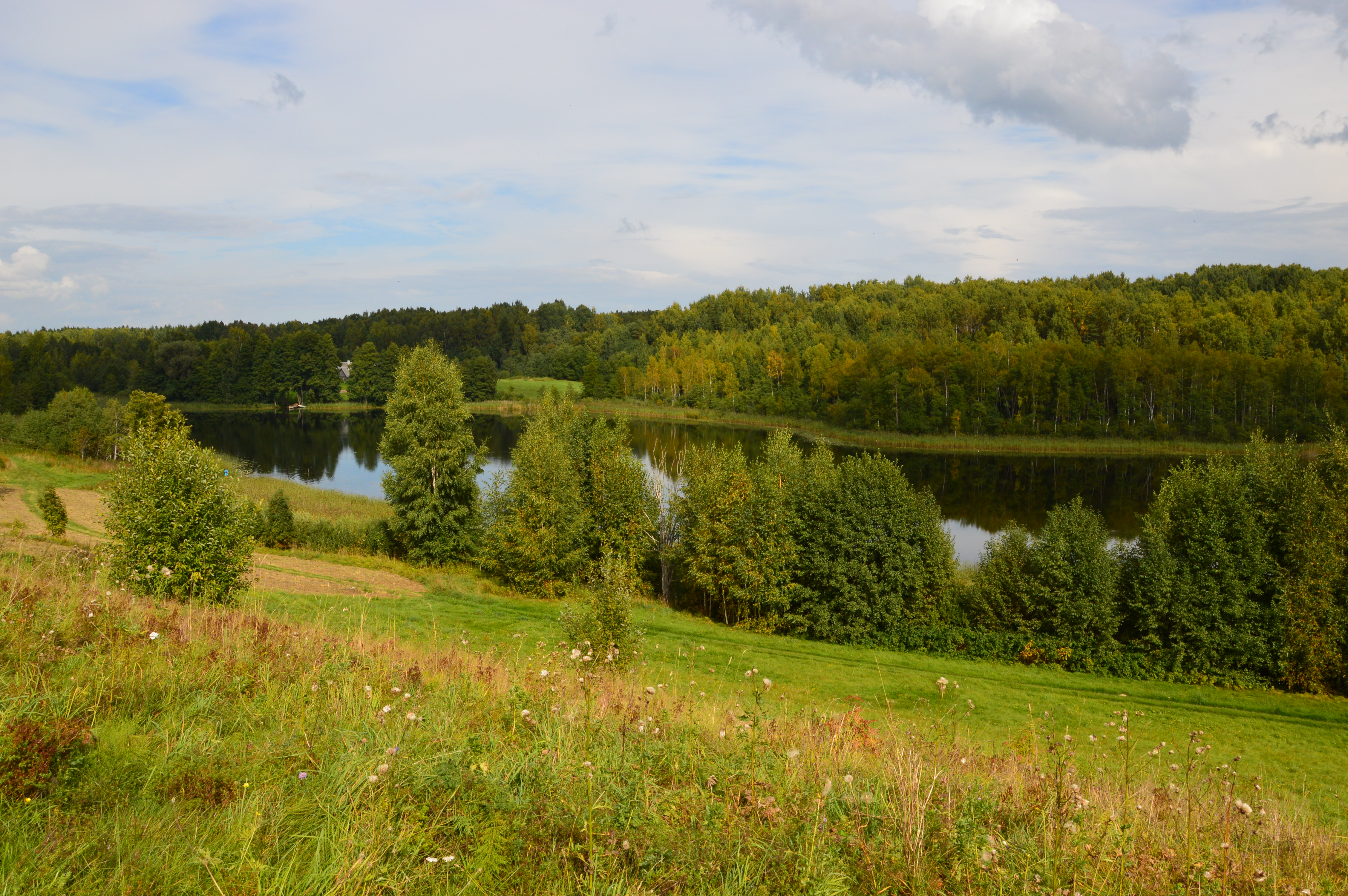